# 185 г. пр.н.е.
185 (сто осемдесет и пета) година преди новата ера (пр.н.е.) е година от доюлианския (Помпилийски) римски календар.

## Събития

### В Римската република
- Консули са Апий Клавдий Пулхер и Марк Семпроний Тудицан.
- До Рим достигат оплаквания за анексацията на Атемания от Филип V и настъпленията му в Перебия, Тесалия и Тракия. Към това се прибавяват и предупрежденията на пергамския цар Евмен II и поставянето на македонски гарнизони в тракийските градове Енос и Марония. Сенатът изпраща сенаторска комисия начело с Квинт Цецилий Метел, за да разследва проблема.[1]

### В Гърция
- Сенаторската делегация организира среща в Темпи, на която са разгледани споровете за нетракийските градове и територии и на която Филип получава възможност да се защити, но накрая му е наредено, от арбитриращите римляни, да се оттегли от окупираните територии.[1]
- Въпросът за тракийските градове е разгледан от Метел и комисията в Тесалоники, но крайното решение е оставено на Сената, пред който се явяват пратеници на заинтересованите страни. Сенатът решава Филип да се оттегли и от тракийските градове.[2]

## Родени
- Публий Корнелий Сципион Емилиан Африкански, римски политик и водещ военачалник на Републиката около и след средата на 2 век пр.н.е. (умрял 129 г. пр.н.е.)
- Клеопатра II, царица на Древен Египет от династията на Птолемеите (умрял 116 г. пр.н.е.)